# No soap (série télévisée)
Pour les articles homonymes, voir No Soap.
No soap (No soap, radio) est une émission humoristique américaine en 5 épisodes, de 30 minutes, et diffusée du 15 avril 1982 au 13 mai 1982 sur ABC.
En France, la série a été diffusée du 25 octobre 1986 au 13 décembre 1986 sur TV6.
Le titre original fait référence à une blague des années 1950 dans laquelle l'expression No soap, radio servait de chute, sans avoir de lien logique avec la blague de départ.

## Synopsis
Les épisodes de No soap sont souvent des prétextes pour mettre en scène des situations absurdes, comme celui de la chaise mangeuse d'hommes. La logique de l'histoire et la vraisemblance sont généralement ignorées avec joie. Le seul lien qui existe d'un épisode à l'autre, se sont les employés du Pelican Hotel d'Atlantic City, un ancien lieu pittoresque un peu désuet. On voyait le plus souvent Roger, le jeune propriétaire/gérant optimiste mais parfois débordé; Karen, son assistante souriante et compétente (remplaçant Sharon, qui n'est apparue que dans le pilote); et Tuttle, le vilain détective qui voulait désespérément que Roger vende l'hôtel. Il y avait aussi plusieurs résidents de l'hôtel dont l'exubérant M. Plitzky, la guillerette Marion et Mme Belmont, la râleuse permanente.
Quelque peu inspiré par le Monty Python's Flying Circus, chaque épisode de No soap est composé de gags visuels, de chutes humoristiques brêves et d'absurde. Les scènes sont fréquemment interrompues par un "flash spécial", présenté par un journaliste rapportant des histoires improbables. Parfois, les personnages regardent une publicité qui devient le centre de la  séquence. Les portes de l'hôtel peuvent aussi s'ouvrir sur un endroit anachronique, comme une entreprise ou un parc national. Des sketches se déroulent alors dans ces "chambres d'hôtel" sans aucun lien apparent avec l'action principale.

## Distribution
- Steve Guttenberg: Roger
- Hillary B. Smith: Karen
- Stuart Pankin: Tuttle
- Bill Dana: M. Plitzky
- Fran Ryan: Mme Belmont
- Edie McClurg: Marion
- Jerry Maren: Morris
- Bruce Glover: L'intervieweur (saison 1)

## Épisodes
| N° | Titre                | Réalisé par | Écrit par                                                        | Date de diffusion originale |
| -- | -------------------- | ----------- | ---------------------------------------------------------------- | --------------------------- |
| 1  | Pilot                | John Robins | Les Alexander et Ron Richards et Richard Smith et Michael Jacobs | 15 avril 1982               |
| 2  | Carmine the Squealer | Bill Hobin  | Merrill Grant                                                    | 22 avril 1982               |
| 3  | Karen Fools Around   | Bill Hobin  | Bill Richmond, Ron Richards, Fred Raker                          | 29 avril 1982               |
| 4  | Miss Pelican         | Bill Hobin  | Merrill Grant                                                    | 6 mai 1982                  |
| 5  | The Bums Rush        | John Robins | Ron Richards, Michael Jacobs, Richard Smith, Les Alexander       | 13 mai 1982                 |